# Le Temple-sur-Lot
 Le Temple-sur-Lot  es una población y comuna francesa, en la región de Aquitania, departamento de Lot y Garona, en el distrito de Villeneuve-sur-Lot y cantón de Sainte-Livrade-sur-Lot.

## Demografía
| 927 | 954 | 898 | 902 | 933 | 969 |
| Para los censos de 1962 a 1999 la población legal corresponde a la población sin duplicidades (Fuente: INSEE [Consultar]) |     |     |     |     |     |

## Lugares de interés
- Comandería Templaria de Temple sur Lot, fortaleza templaria.[4]
- El jardín de nenúfares Latour Marliac
- Lago de Temple-sur-Lot